# Sphingomima ilicina
Sphingomima ilicina är en fjärilsart som beskrevs av Claude Herbulot 1979. Sphingomima ilicina ingår i släktet Sphingomima och familjen mätare. Inga underarter finns listade i Catalogue of Life.